# أناتولي (لاسيثي)
أناتولي (Ανατολή) هي مدينة في لاسيثي في اليونان.
أناتولي هي قرية وجماعة من محافظة لاسيثي وتنتمي إلى بلدية إيرابترا. بُنيت على ارتفاع 600 م، على المنحدرات الجنوبية لجبل دكتي مع إطلالة بانورامية على البحر الليبي. وتبعد مسافة 17 كم عن شمال غرب إيرابترا. خلال الاحتلال التركي كان مركزًا روحيًا مع مدرسة مخفية. نزل القرويون إلى السهل في السبعينيات ومنذ ذلك الحين عملوا في البيوت الزجاجية ومؤخرا في السياحة.
خلال التقسيم الإداري، لليونان على أساس برنامج كابوديسترياس (1999-2011)، كانت أناتولي أيضًا منطقة بلدية، بإجمالي 1،738 نسمة (حوالي 2001). بضم مستوطنة أناتولي (154 نسمة)، أموداريس (102 نسمة)، وكالوغيروي (135 نسمة)، ونيا أناتولي (1081 نسمة) وستوميو (266 نسمة).